# Gemtuzumab ozogamicin
Gemtuzumab ozogamicin (Mylotarg) je lek vezan za monoklonalno antitelo koji je korišten za tretiranje akutne mijelocitne leukemije tokom perioda 2000-2010. On je povučen sa tržišta u junu 2010, kad su klinička ispitivanja pokazala da povećava stopu smrtnosti pacijenata i da nema prednosti od njegove primene u odnosu na konvencionalne terapije kancera.

## Literatura
- Hardman JG, Limbird LE, Gilman AG (2001). Goodman & Gilman's The Pharmacological Basis of Therapeutics (10. изд.). New York: McGraw-Hill. ISBN 0071354697. doi:10.1036/0071422803.
- Thomas L. Lemke; David A. Williams, ур. (2007). Foye's Principles of Medicinal Chemistry (6. изд.). Baltimore: Lippincott Willams & Wilkins. ISBN 0781768799.

## Spoljašnje veze
|  | Molimo Vas, obratite pažnju na važno upozorenje u vezi sa temama iz oblasti medicine (zdravlja). |